# Akademija za glasbo v Ljubljani
Akademija za glasbo Univerze v Ljubljani (UL AG) je kot visokošolska glasbena ustanova edina glasbena akademija v Sloveniji. Kot ena izmed treh umetniških akademij je članica Univerze v Ljubljani. Na tej ustanovi se je poklicno izšolala večina slovenskih glasbenikov - instrumentalistov, dirigentov, skladateljev in glasbenih pedagogov. Do osamosvojitve Republike Slovenije se je na njej izšolalo tudi veliko glasbenikov bivših jugoslovanskih republik.
Predhodnik današnje akademije je bil do leta 1939 Konservatorij Ljubljanske glasbene matice. Ob preimenovanju je ravnatelj konservatorija, Julij Betetto, postal prvi dekan akademije (tedaj je imel naziv rektor). Od leta 1975 je akademija članica Univerze v Ljubljani.
Sedež Akademija za glasbo UL je bil do leta 2022 v Stiškem dvorcu v Ljubljani, sedaj pa je preseljena v prenovljeno palačo Kazina na Kongresnem trgu. Akademija deluje tudi v prostorih na Vegovi 5 in Gosposki 8.

## Struktura
Oddelki
- Oddelek za kompozicijo in glasbeno teorijo
- Oddelek za dirigiranje
- Oddelek za petje
- Oddelek za instrumente s tipkami
- Oddelek za godala in druge instrumente s strunami
- Oddelek za pihala, trobila in tolkala
- Oddelek za glasbeno pedagogiko
- Oddelek za sakralno glasbo
- Oddelek za staro glasbo

Katedre
- Katedra za komorno igro
- Katedra za glasbeno-teoretične predmete
- Katedra za zgodovino glasbe
- Katedra za jazz
- Katedra za klavir A, B, C
- Katedra za korepeticije
- Katedra za glasbeno-pedagoške predmete
- Katedra za sodobno glasbo

## Dekani akademije za glasbo
- Julij Betetto (1933*-1940, 1947–1949, 1951–1953, 1955–1961)[1]
- Anton Trost (1940-?)
- Leon Pfeifer
- Lucijan Marija Škerjanc (1945–1947)
- Marijan Lipovšek
- Franjo Schiffer (1955–1957)
- Karlo Rupel (1949–1951, 1962–1966)
- Janko Ravnik (1953–1955)
- Mihael Gunzek (1976–1979)
- Danijel Škerl (-1986)
- Marjan Gabrijelčič (1986–1994)
- Dejan Bravničar (1994–2002)
- Pavel Mihelčič (2002–2009)
- Andrej Grafenauer (2009–2017)
- Marko Vatovec (2017–2025)
- Karolina Šantl Zupan (2025–)